# しのざきあきら
しのざきあきらは、日本のイラストレーター。

## 主な作品
- カレイドスター（コミックアンソロジー、CD/DVDブックレット等）
  - インターネットラジオ番組 そらとレイラのすごい○○（CDジャケット・盤面）
- SoltyRei（番組関連Webサイトでの4コマ連載）
- まんすりぃ 萌音（イメージカット）
- 東京タブロイド（挿絵）
- にじいろ☆トゥインクル（キャラクターデザイン・原画）
- N・H・Kにようこそ!（イラスト協力）
- アイドルマスター シャイニーカラーズ（漫画連載、2019年7月23日 - 2022年8月26日、コミックNewtype  ）[1][2]

## その他
- 少女義経伝（PS2）（ＣＧ作画監督）
- おとぎストーリー 天使のしっぽ（PS）（ＣＧ作画監督）
- メルティランサー Re-inforce（PS）（ＣＧ作画監督）